# Giovanni Martinelli (Maler)

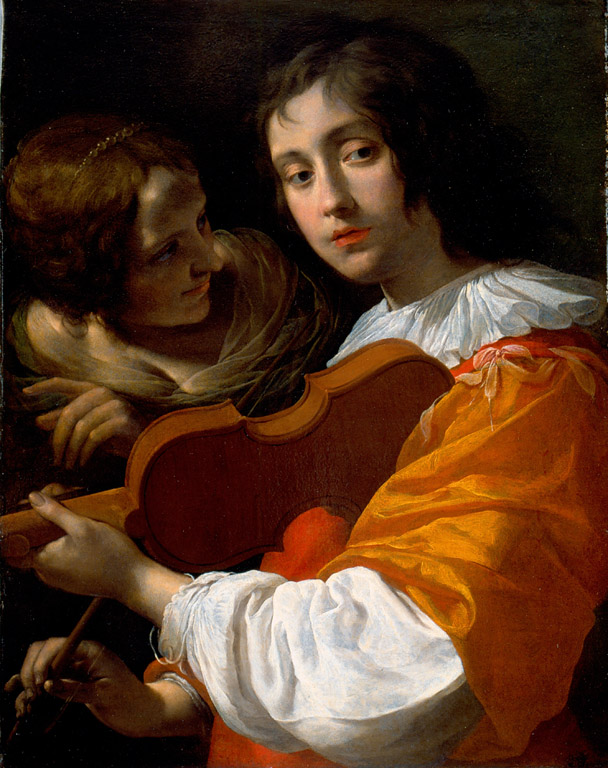
Giovanni Martinelli, Allegorische Darstellung mit Musiker, ca. 1640–50

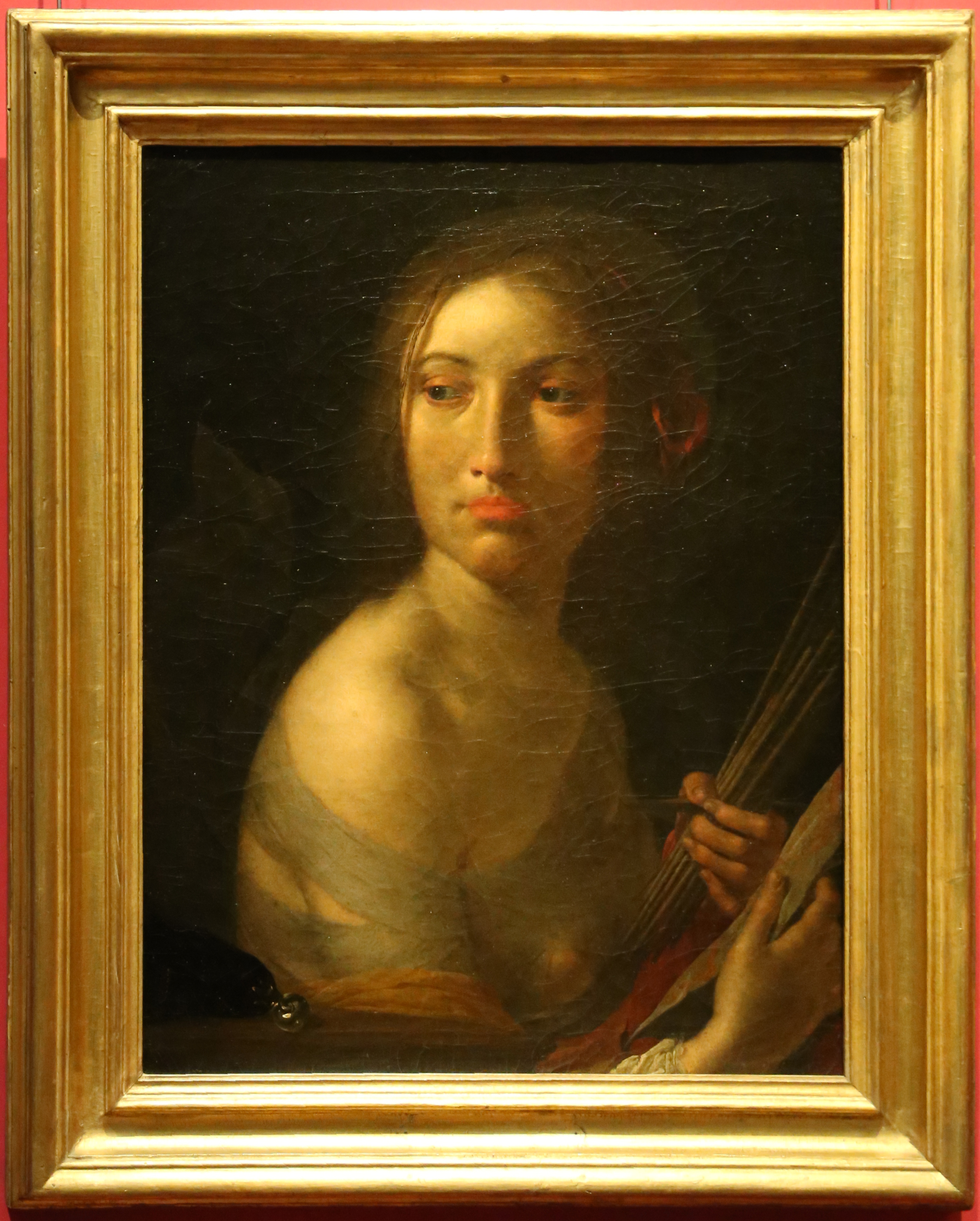
Allegorische Darstellung, auch als Selbstporträt der Malerin Chiara Varoteri zugewiesen

Giovanni Martinelli (* 10. November 1600 oder 11. April 1604 in Montevarchi; † 1659 in Florenz) war ein italienischer Maler des Barock.

## Leben und Wirken
Das Geburtsdatum Giovanni Martinellis konnte bislang nicht eindeutig eruiert werden, da im fraglichen Taufbuch in Montevarchi zwei verschiedene Personen aufgeführt werden, die beide für eine Identifizierung mit dem Maler in Frage kommen: Eine der beiden Geburten fand am 10. November 1600, die andere am 11. April 1604 statt. Wahrscheinlicher scheint der Forschung, dass das erste dieser beiden Daten den Künstler Martinelli betrifft, da dieser bereits 1621 eindeutig in einem Dokument der Accademia del Disegno in Florenz genannt wird, dessen Inhalt keinen Knaben, sondern eine Person eines etwas erwachseneren Alters suggeriert. 1623 ist er ein weiteres Mal nachweisbar, diesmal in der Werkstatt des Jacopo Ligozzi. Das letzte schriftliche Lebenszeichen ist aus dem Jahr 1659 erhalten, fast uneingeschränkt wird dies als Todesjahr des Malers interpretiert, wenngleich ein eindeutiger Beleg dafür fehlt.
Martinelli hatte sich spätestens in den 1630er Jahren als selbstständiger Künstler einen Namen gemacht und führte in den Folgejahren zahlreiche private und kirchliche Aufträge in Florenz aus. Längere Aufenthalte außerhalb der Toskana – etwa in der für das Antikenstudium der Künstler wichtige Zentrum Rom – sind nicht belegt. Sein Stil kann als Symbiose aus der typischen Malweise frühbarocker Florentiner Maler (wie beispielsweise Cesare Dandini, Vincenzo Dandini oder Francesco Furini) und Elementen der römisch-lombardischen Caravaggisten bezeichnet werden. Neben den sakralen Gemälden stellt ein wesentlicher Teil seines Œuvres Personifikationen von Künsten, Tugenden oder Lastern dar oder bildet – darin wiederum Caravaggio nicht unähnlich – genrehafte Konstellationen von kleineren Figurengruppen ab, die dem Betrachter allegorische Deutungen erlauben. Darüber hinaus ist er mehrfach durch Stillleben hervorgetreten.